# Epimecis gravilinearia
Epimecis gravilinearia là một loài bướm đêm trong họ Geometridae.